# Yeadon (West Yorkshire)
Yeadon è un paese della contea del West Yorkshire, in Inghilterra.